# Bedarf an elektrischer Energie
Der Bedarf an elektrischer Energie – in der Energiewirtschaft auch als Strombedarf bezeichnet – ist die Menge an elektrischer Energie, die Elektrogeräte für ihren Betrieb benötigen. Die tatsächliche Umsetzung im Betrieb während eines definierten Zeitabschnitts  wird als Verbrauch an elektrischer Energie – in der Energiewirtschaft auch als Stromverbrauch – bezeichnet.
„Strombedarf“ und „Stromverbrauch“ sind Fachbegriffe der Energiewirtschaft; in Physik und Ingenieurwissenschaften sind die beiden genannten Begriffe unbenutzbar.

## Physikalische Definition
Die umgewandelte elektrische Energie W (von englisch work = Arbeit) wird gemessen in Wattsekunden oder auch Kilowattstunden. Sie ist die gesamte elektrische Arbeit, die während des betrachteten Zeitraums t bei der betrachteten Leistungsaufnahme P fließt. Bei einem gleich bleibenden Bedarf ist die umgewandelte Energie W das Produkt der elektrischen Leistung P mit der verstrichenen Zeit t:
{\displaystyle W=P\,t}
Beispiel: Ein Haartrockner nimmt 2000 Watt (2 kW) elektrische Leistung auf. Wird der Haartrockner eine halbe Stunde (0,5 h) lang betrieben, beträgt der Bedarf an elektrischer Energie 2 kW · 0,5 h = 1 kWh (eine Kilowattstunde).

## Zeitlicher Verlauf des Bedarfs an elektrischer Energie

Durchschnittlicher Lastgang in Österreich (an Werktagen im Juli 2015)

Der Bedarf an elektrischer Energie unterliegt sowohl tageszeitlichen als auch jahreszeitlichen Schwankungen, die als Lastprofil bzw. Standardlastprofil (SLP) abgebildet werden, ein typischer Haushalt etwa als „H0“.
Für Deutschland lässt sich dieser Verlauf mit dem Agorameter sehr anschaulich verfolgen und der Einfluss der verschiedenen Stromquellen auf den CO2-Gehalt wird dargestellt.
Tageszeitlich betrachtet ergeben sich für das Gesamtnetz Bedarfsspitzen im Zeitraum zwischen 7 Uhr und 14 Uhr und in den Abendstunden. In den späten Nachtstunden erreicht der Bedarf ein Minimum. Im Winter stellt sich auf Grund der kürzeren Tageszeit (erhöhter Beleuchtungsaufwand) einerseits und den tieferen Temperaturen (Elektroheizung) andererseits ein höherer Bedarf an elektrischer Energie ein. In Folge des Klimawandels kam es in wärmeren Ländern in den letzten Jahren zur Ausbildung einer zweiten Verbrauchsspitze im Hochsommer wegen des Verbrauchs der Klimaanlagen. Dieser Effekt wird sich voraussichtlich in Zukunft noch verstärken.
Zur permanenten Deckung des Bedarfs ist es nötig, neben dem Grundbedarf auch die Bedarfsspitzen sicher handhaben zu können. In diesem Zusammenhang spricht man auch von Grundlast, Mittellast und Spitzenlast.

Lastverlauf an Frühjahrsbeginn und Einsatz der Grund-, Mittel- und Spitzenlastkraftwerke schematisch am Beispiel des Lastprofils werktags

Bei Kraftwerken, die die Grundlast liefern, handelt es sich um solche Typen, die kostengünstig ganzjährig, abgesehen von Revisionszeiten, arbeiten (Kohle-, Kernkraft-, Laufwasserkraftwerke).
In Österreich übernehmen hauptsächlich Laufwasserkraftwerke sowie Speicherkraftwerke diese Aufgabe.
Im mitteleuropäischen Schnitt decken diese Typen etwa 30 % des Energiebedarfs.
Zu den Mittellastkraftwerken zählen Steinkohlestaub-, Öl-, Gas- und Speicherkraftwerke. Charakteristisch für diesen Typ ist die Möglichkeit, auf Nachfrageschwankungen größeren Ausmaßes flexibel reagieren zu können. Sie decken etwa 40 % des elektrischen Energiebedarfs.
Um jedoch Bedarfsschwankungen ausgleichen zu können, ist es nötig, Spitzenlastkraftwerke, wie Gasturbinen-, Öl-, Speicher-, Pumpspeicherkraftwerke, zu betreiben. Solche Anlagen werden meist kurzfristig für wenige Stunden in Betrieb gesetzt, um den kurzzeitig hohen Energiebedarf zu befriedigen.
Pumpspeicherwerke erlauben in diesem Kontext die effektivste Anpassung an den erhöhten Bedarf an elektrischer Energie, da sich Pumpturbinen innerhalb weniger Sekunden vom Pumpbetrieb in den Turbinenbetrieb überführen lassen.

Zur Sicherstellung einer kontinuierlichen und gleichmäßigen Stromversorgung werden in den Kraftwerken Automatisierungsanlagen betrieben bzw. erfolgt dies durch Integration der Anlagen in ein überregionales Verbundsystem.

## Bedarfsstatistik

### Deutschland
Im Jahr 2021 betrug der jährliche Bruttostromverbrauch in Deutschland 561,8 Mrd. kWh (TWh) bei einer Bruttostromerzeugung von 582,9 TWh, die Differenz entspricht bei Berücksichtigung der Netzverluste der Bilanz von Export und Import. Der Beitrag der erneuerbaren Energien hierzu lag bei über 39,7 %.
Der gesamte Primärenergieverbrauch ist deutlich höher, da auch der Kraftstoffverbrauch des Verkehrs sowie der Brennstoffverbrauch für Heizung und Wärme dazugehört. Innerhalb der Stromerzeugung ist der Wirkungsgrad unterschiedlich, von 33 % bei Atomkraftwerken bis über 50 % bei Gaskraftwerken, der Primärenergieeinsatz pro kWh Strom ist daher 3 kWh Uran bzw. 2 kWh Erdgas (oder Biogas), wobei für Brennstoffeinsatz meist die Einheit Joule (Wattsekunde) verwendet wird. Da eine Stunde 3600 Sekunden hat gilt 1 kWh = 3,6 MJ bzw. 1 TWh = 3,6 PJ und 14.000 PJ entsprechen knapp 3900 TWh.
Die folgende Tabelle gibt eine Übersicht über die Entwicklung des Bruttostromverbrauchs, des Primärenergieverbrauchs, und den jeweiligen Anteil der erneuerbaren Energien seit 1991:
| Jahr | Bruttostromverbrauch | Bruttostromverbrauch                | Primärenergieverbrauch | Primärenergieverbrauch              |
| Jahr | insgesamt            | darunter: Erneuerbare Energieträger | insgesamt              | darunter: Erneuerbare Energieträger |
| Jahr | [TWh]                | [%]                                 | [PJ]                   | [%]                                 |
| 1991 | 539,6                | 3,2                                 | 14.610                 | 1,3                                 |
| 1992 | 532,9                | 3,8                                 | 14.319                 | 1,4                                 |
| 1993 | 528,0                | 4,0                                 | 14.309                 | 1,6                                 |
| 1994 | 530,8                | 4,6                                 | 14.185                 | 1,8                                 |
| 1995 | 541,6                | 4,9                                 | 14.269                 | 1,9                                 |
| 1996 | 547,4                | 4,4                                 | 14.746                 | 1,8                                 |
| 1997 | 550,0                | 4,7                                 | 14.614                 | 2,4                                 |
| 1998 | 556,6                | 5,0                                 | 14.521                 | 2,6                                 |
| 1999 | 557,3                | 5,7                                 | 14.323                 | 2,8                                 |
| 2000 | 579,6                | 6,6                                 | 14.401                 | 2,9                                 |
| 2001 | 585,1                | 6,7                                 | 14.679                 | 2,9                                 |
| 2002 | 587,4                | 7,8                                 | 14.427                 | 3,2                                 |
| 2003 | 600,7                | 7,6                                 | 14.600                 | 3,8                                 |
| 2004 | 610,2                | 9,3                                 | 14.591                 | 4,5                                 |
| 2005 | 614,1                | 10,2                                | 14.558                 | 5,3                                 |
| 2006 | 619,8                | 11,6                                | 14.837                 | 6,3                                 |
| 2007 | 621,5                | 14,2                                | 14.197                 | 7,9                                 |
| 2008 | 618,2                | 15,1                                | 14.380                 | 8,0                                 |
| 2009 | 581,3                | 16,3                                | 13.531                 | 8,9                                 |
| 2010 | 615,4                | 17,0                                | 14.217                 | 9,9                                 |
| 2011 | 606,8                | 20,4                                | 13.599                 | 10,8                                |
| 2012 | 607,1                | 23,7                                | 13.447                 | 10,3                                |
| 2013 | 604,9                | 25,2                                | 13.822                 | 10,8                                |
| 2014 | 592,2                | 27,4                                | 13.180                 | 11,5                                |
| 2015 | 588,2                | 31,6                                | 13.262                 | 12,5                                |
| 2016 | 589,2                | 31,7                                | 13.491                 | 12,4                                |
| 2017 | 590,3                | 36,0                                | 13.523                 | 13,3                                |
| 2018 | 583,2                | 37,8                                | 13.129                 | 13,7                                |
| 2019 | 602,3                | 39,7                                | 12.805                 | 14,9                                |
| 2020 | 568,1                | 43,8                                | 11.899                 | 16,8                                |
| 2021 | 583,9                | 39,7                                |                        |                                     |
| 2022 | 567,6                | 43,9                                |                        |                                     |

Anteil der erneuerbaren Energieträger am Bruttostromverbrauch für Deutschland

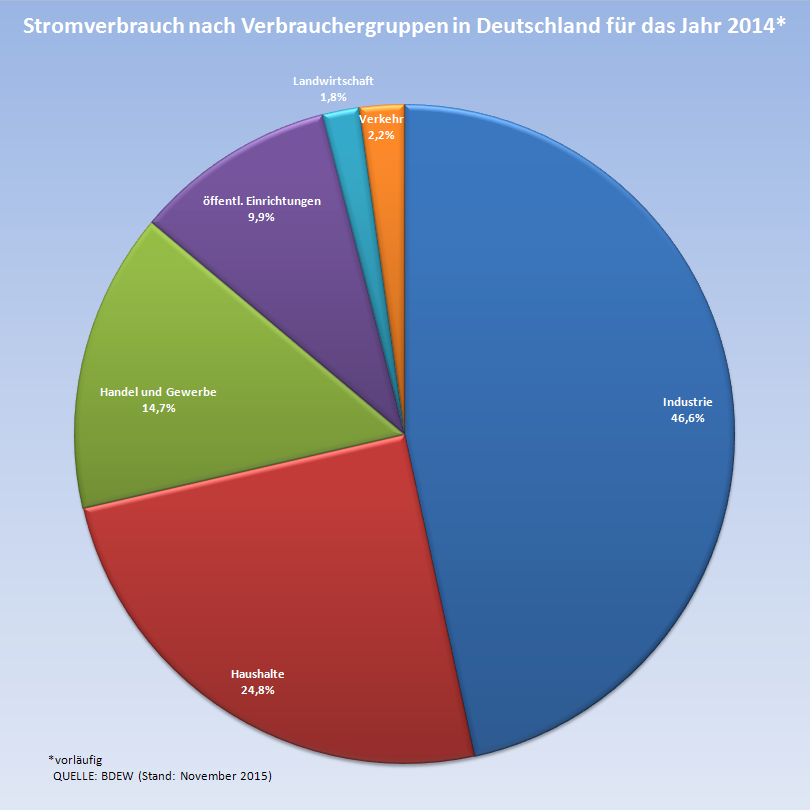
Stromverbrauch nach Verbrauchergruppen für Deutschland 2014

Auf den Nettostromverbrauch 2020 (488,0 TWh) entfielen auf die einzelnen Bereiche folgende Anteile:
- Industrie: 45 %
- Haushalte: 26 %
- Handel, Gewerbe, Dienstleistungen: 27 %
- Verkehr: 2 %

Nach Berechnungen des Umweltbundesamtes ist der elektrische Energieumsatz von 1995 bis 2000 um elf Prozent gestiegen. Danach sank er bis 2005 um etwa sieben Prozent.

### Stromverbrauch von Privathaushalten
In Privathaushalten ist nach Angaben der Internationalen Energieagentur (IEA) der elektrische Energieumsatz durch neue und zusätzliche Elektrogeräte insgesamt stark angestiegen. Zwar gab es aufgrund der besseren Energieeffizienz Rückgänge bei Waschmaschinen und Kühlschränken, der elektrische Energieumsatz durch Fernsehgeräte, Klimaanlagen und Computer stieg aber gleichzeitig deutlich an. Der prozentuale Anteil der elektrischen Energie am Gesamtenergieverbrauch von Privathaushalten ist dadurch zwischen 1990 und 2004 von 15 auf 20 Prozent gestiegen.
Die Verteilung des Stromeinsatzes in privaten Haushalten ist anhand von Verbrauchsdaten ermittelt worden, die die Energieagentur Nordrhein-Westfalen von 380.370 Ein- bis Sechs-Personen-Haushalten erhoben hat, die sich am Beratungsprogramm „Stromchecks für Haushalte“ der Energieagentur NRW beteiligt hatten. Demnach sind die beiden Bereiche der Informations- und Unterhaltungselektronik „Bürogeräte“ und „TV/Audio“ am stromintensivsten und nehmen ein Viertel des Stromverbrauchs in privaten Haushalten ein. Vier weitere Nutzungsbereiche nehmen je rund 10 % ein: Warmwasser, Kühlen, Beleuchtung und Kochen. Die Höhe des Stromverbrauchs konnte abhängig von der Haushaltsgröße ermittelt werden, wobei die Art der Warmwasserbereitung (mit oder ohne Strom) einen deutlichen Einfluss hat (s. Tab.).
| Jährlicher Stromverbrauch in Privathaushalten nach Haushaltsgröße (1) Angaben in kWh | Jährlicher Stromverbrauch in Privathaushalten nach Haushaltsgröße (1) Angaben in kWh | Jährlicher Stromverbrauch in Privathaushalten nach Haushaltsgröße (1) Angaben in kWh | Jährlicher Stromverbrauch in Privathaushalten nach Haushaltsgröße (1) Angaben in kWh | Jährlicher Stromverbrauch in Privathaushalten nach Haushaltsgröße (1) Angaben in kWh |
| Haushalts- größe                                                                     | Typischer Verbrauch                                                                  | mit WWB 2                                                                            | ohne WWB 2                                                                           | Anzahl Datensätze                                                                    |
| ------------------------------------------------------------------------------------ | ------------------------------------------------------------------------------------ | ------------------------------------------------------------------------------------ | ------------------------------------------------------------------------------------ | ------------------------------------------------------------------------------------ |
| 1-Pers.                                                                              | 2.256                                                                                | 2.818                                                                                | 1.798                                                                                | 72.693                                                                               |
| 2-Pers.                                                                              | 3.248                                                                                | 3.843                                                                                | 2.850                                                                                | 143.699                                                                              |
| 3-Pers.                                                                              | 4.246                                                                                | 5.151                                                                                | 3.733                                                                                | 72.139                                                                               |
| 4-Pers.                                                                              | 5.009                                                                                | 6.189                                                                                | 4.480                                                                                | 67.605                                                                               |
| 5-Pers.                                                                              | 5.969                                                                                | 7.494                                                                                | 5.311                                                                                | 18.988                                                                               |
| 6-Pers.                                                                              | 6.579                                                                                | 8.465                                                                                | 5.816                                                                                | 5.246                                                                                |
| (1) Erhebung der Energieagentur NRW 2011 (2) WWB: el. Warmwasserbereitung            |                                                                                      |                                                                                      |                                                                                      |                                                                                      |

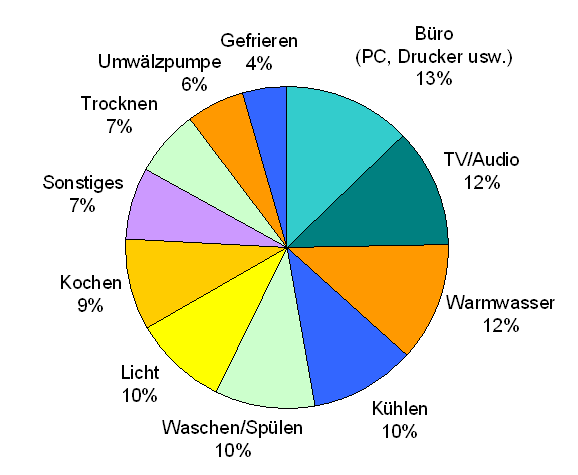
Verteilung des Stromverbrauchs in privaten Haushalten, Ergebnisse einer Erhebung der Energieagentur NRW 2011

Das Institut für Energie- und Umweltforschung Heidelberg nennt u. a. folgende Gründe für den Anstieg des Bedarfs an elektrischer Energie trotz immer effizienterer Endgeräte:
- Vorbehalte gegenüber neuen Techniken, wie z. B. Energiesparlampen
- steigende Komfortansprüche
- größere durchschnittliche Wohnflächen
- eine vermehrte Nutzung von immer größeren Geräten sowie die stetig sinkenden Anschaffungskosten für Haushaltswaren und Elektronik

Auch der zunehmende Einsatz von Wärmepumpen zur Haushalt- und Gebäudeheizung als Ersatz für fossil betriebene Heizungen sowie die Kontrollierte Wohnraumlüftung bewirkt neben der Einsparung an fossiler Primärenergie einen Anstieg des Stromverbrauchs.

### Europäischer Vergleich

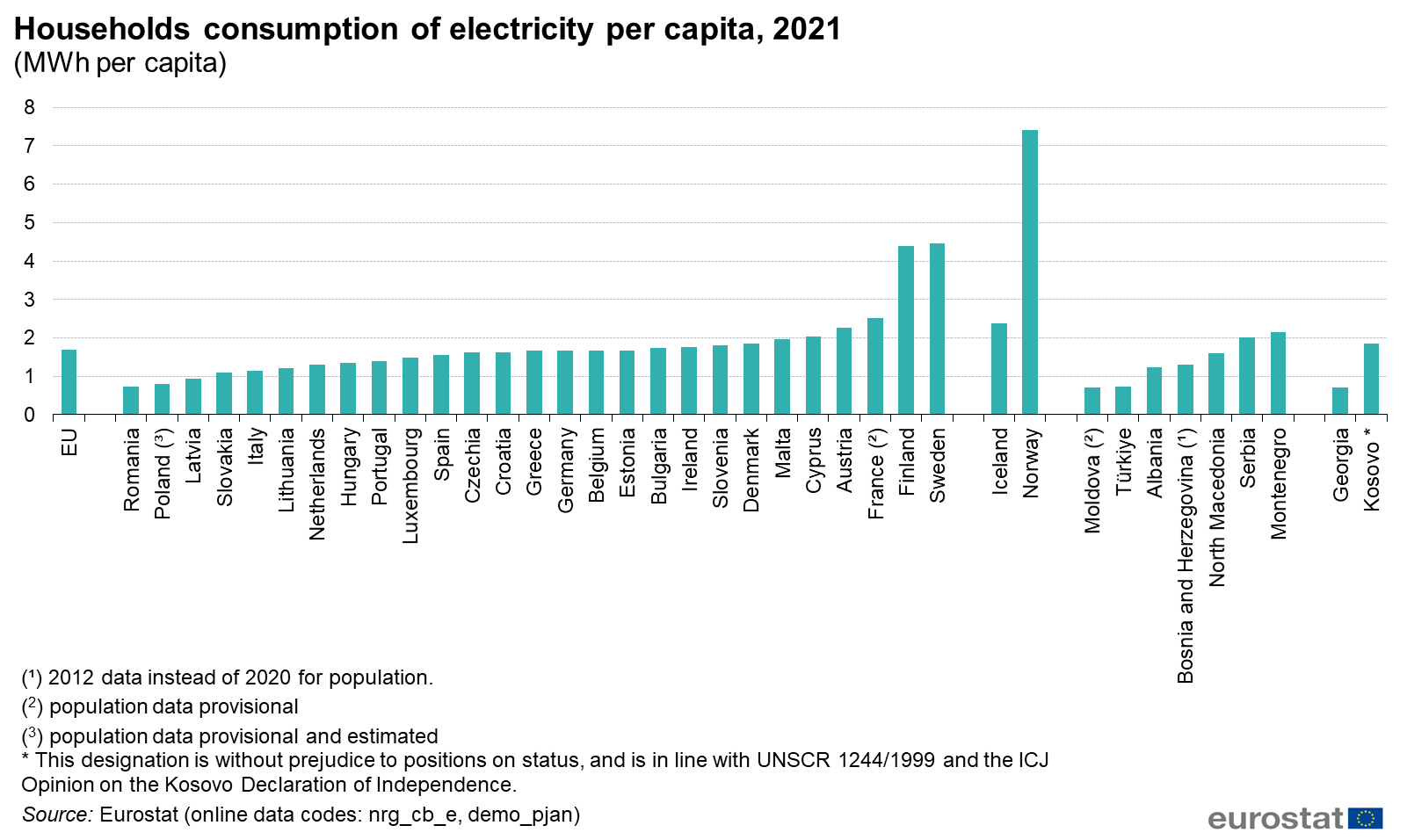
Haushaltsstromverbrauch der EU-Länder und weiterer europäischer Länder pro Einwohner im Jahr 2021, Quelle: Eurostat

Im Vergleich der EU-Länder ist neben dem Gesamtverbrauch an Strom auch die Umrechnung auf Einwohner gebräuchlich. Dabei kann der gesamte Stromverbrauch eines Landes oder der private Haushaltsstromverbrauch herangezogen werden. Beim Haushaltsstromverbrauch je Einwohner waren Schweden und Finnland 2021 bei den EU-Ländern mit Abstand Spitzenreiter.

## Bedarf einzelner Elektrogeräte
Nachfolgend einige Beispiele für den typischen Bedarf von Haushaltsgeräten – die Stromkosten gelten für einen Arbeitspreis von 25 Ct/kWh.
- Ein Fön mit 2000 Watt Leistungsaufnahme, der täglich 5 Minuten benutzt wird, benötigt im Jahr rund 61 kWh elektrische Energie für 15 Euro.
- Ein Flachbild-TV mit 150 Watt Leistungsaufnahme, der täglich zwei Stunden genutzt wird, benötigt im Jahr etwa 110 kWh elektrische Energie für 28 Euro.
- Ein Elektroherd mit 4000 Watt Leistungsaufnahme, der täglich eine halbe Stunde in Betrieb ist, benötigt im Jahr 730 kWh elektrische Energie, die 183 Euro kosten.[21]
- Ein 1200-Watt-Wasserkocher, der täglich 10 Minuten lang verwendet wird, verbraucht im Jahr 73 kWh und verursacht Stromkosten in Höhe von 18 Euro.[22]
- Eine Waschmaschine der Energieeffizienzklasse A+++ mit 6 kg Füllvolumen benötigt für eine Standardwäsche (Baumwolle, 60 °C) rund 0,9 kWh elektrische Energie. Der Strom für eine Ladung Wäsche kostet somit etwas über 20 Cent.[23]

Die tatsächlichen Energieverbrauchswerte von Haushaltsgeräten weichen teilweise stark von den Herstellerangaben ab. Laut einer Studie verbrauchen viele Geräte in der Praxis deutlich mehr Energie als angegeben. Der Mehrverbrauch beträgt demnach häufig 20 bis 30 Prozent, in einem Extremfall war der Verbrauch sogar mehr als doppelt so hoch.

## Prognosen
Entscheidende Faktoren für die Prognose des Strombedarfs in Zukunft sind u. a. die Umsetzung der Sektorenkopplung, konkret die Elektrifizierung nahezu aller Sektoren des Energiesystems (Beispiele sind die Substitution von Autos mit Verbrennungsmotor durch Elektrofahrzeuge, von Öl- und Gasheizungen durch Wärmepumpen und die Produktion von (grünem) Wasserstoff), sowie der Grad der Digitalisierung.
Nach einer Schätzung im März 2020 rechnete die deutsche Bundesregierung mit einem nahezu gleichbleibenden Bruttostromverbrauch in Deutschland bis 2030 (572 bis 582 TWh; realer Verbrauch 2019: 575 TWh). Im Juli 2021 wurde in einer ersten Neuschätzung des deutschen Bundeswirtschaftsministeriums (Abschätzung durch das Beratungsunternehmen Prognos) die Prognose auf 645 bis 665 TWh erhöht. Zu den Annahmen in dieser Schätzung für 2030 zählen u. a. der Betrieb von 14 Millionen Elektrofahrzeugen und 6 Millionen Wärmepumpen. Eine vollständige Neuberechnung soll im Herbst 2021 folgen. Verschiedene Branchenverbände kritisierten auch die neue Prognose als zu niedrig. Eine vom deutschen Bundesverkehrsministerium in Auftrag gegebene Studie von 2018 setzt den Stromverbrauch unter der Prämisse von 95 % erneuerbaren Energien im Jahr 2050 bei 769 TWh im Jahr 2030 an. Im Jahr 2050 liegt er nach dieser Studie bei über 1000 TWh.